# Slaves of Pride
Slaves of Pride er en amerikansk stumfilm fra 1920 af George Terwilliger.

## Medvirkende
- Alice Joyce som Patricia Leeds
- Percy Marmont som Brewster Howard
- Templar Saxe som Apple
- Louise Beaudet som Mrs. Leeds
- Gustav von Seyffertitz som John Reynolds
- Charles A. Stevenson som Jason Leeds